# Muli (Mulaku-Atoll)
Muli (މުލި) ist eine Insel und der Hauptort des Mulaku-Atolls im Süden des Inselstaates Malediven in der Lakkadivensee des Indischen Ozeans. Sie hat eine Fläche von 36,4 ha und hatte 2014 1008 Bewohner.

## Geographie
Die Insel liegt im Ostsaum des Atolls zusammen mit der Schwesterinsel Mulah, die vom Riffsaum zur Lagune hin versetzt ist. An der Stelle gibt es auch eine Passage zur Lagune. Die Insel ist länglich und wird durch Landgewinnung laufend vergrößert. Das winzige Eiland Boahuraa (2° 56′ N, 73° 35′ O) am Nordende ist mit der Hauptinsel verwachsen. Im Süden schließen sich acht kleine Riffinseln an: Maalhaveli, Naalaafushi, Medhufushi, Gongalihuraa, Seedheehuraa, Seedheehuraaveligandu, Hakuraahuraa sowie Kakaahuraa.

## Sonstiges
Auf der Insel gibt es eine Apotheke und ein Krankenhaus.
Die Insel gehörte zu den Malediveninseln, die vom Erdbeben im Indischen Ozean 2004 und dem folgenden Tsunami besonders betroffen waren.